# Мевлют Чавушоглу
Мевлют Чавушоглу (тур. Mevlüt Çavuşoğlu; нар. 5 лютого 1968, Аланія, Туреччина) — турецький дипломат і політик. Міністр закордонних справ Туреччини з 9 серпня 2014 до 3 червня 2023, до цього обіймав посаду Міністра у справах Європейського Союзу з 25 грудня 2013.

## Освіта
У 1988 р. закінчив факультет політичних наук Університету Анкари за спеціальністю «Міжнародні відносини». У 1991 р. отримав ступінь магістра економіки Університету Лонг-Айленд (США). Займався науковою діяльністю в Університеті Білкент (Туреччина), захистив кандидатську дисертацію в Лондонській школі економіки.
Володіє англійською, німецькою та японською мовами.

## Кар'єра
Працював у Міністерстві з охорони довкілля Туреччини. Член Парламенту Туреччини з 2002.
З 2003 — керівник турецької делегації в ПАРЄ, член Групи європейських демократів (ЄДГ).
З 2007 — голова турецької делегації в ПАРЄ й одночасно заступник голови асамблеї. Входить до групи «Європейських демократів».
25 січня 2010 у ході зимової частини 61-ї сесії ПАРЄ обраний (на два роки) на посаду Голови Парламентської асамблеї Ради Європи. Залишив посаду у січні 2012 р.
Член Футбольної збірної Парламенту Туреччини.

## Нагороди
- Орден «За заслуги» ІІ ступеня (Україна, 22 серпня 2020) — за вагомий особистий внесок у зміцнення міжнародного авторитету України, розвиток міждержавного співробітництва, плідну громадську діяльність[6].
- Орден «За заслуги» ІІІ ступеня (Україна, 24 серпня 2013) — за вагомий особистий внесок у зміцнення міжнародного авторитету України, популяризацію її історичної спадщини і сучасних досягнень та з нагоди 22-ї річниці незалежності України[7].